# Ciasna (Białoruś)
Ciasna (hist. Podbieły; biał. Цясна; ros. Тесна) – wieś na Białorusi, w obwodzie mińskim, w rejonie soligorskim, w sielsowiecie Kopacewicze.
W dwudziestoleciu międzywojennym Podbieły leżały w Polsce, w województwie poleskim, w powiecie łuninieckim, w gminie Czuczewicze.